# 米德冰原島峰
80°23′S 21°58′W / 80.383°S 21.967°W
米德冰原島峰（英語：Meade Nunatak），是南極洲的冰原島峰，位於科茨地，處於布蘭查德山以北6公里，屬於沙克爾頓山脈中先鋒陡崖的一部分，海拔高度990米，現時由南極條約體系管理。